# Гютерсло (район)
Гютерсло́ (нім. Kreis Gütersloh) — район в Німеччині, в складі округу Детмольд землі Північний Рейн-Вестфалія. Адміністративний центр — місто Гютерсло.

## Населення
Населення району становить 354622 особи (2011).

## Адміністративний поділ
Район поділяється на 3 комуни (нім. Gemeinden) та 10 міст (нім. Städte):
| №  | Комуна/ місто          | Площа, км² | Населення, осіб (2011) | Центр                  |
| -- | ---------------------- | ---------- | ---------------------- | ---------------------- |
| 1  | Герцеброк-Кларгольц    | 79,3       | 16025                  | Герцеброк              |
| 2  | Лангерберг             | 38,3       | 8080                   | Лангерберг             |
| 3  | Штайнгаген             | 56,2       | 19799                  | Штайнгаген             |
| 1  | Борггольцгаузен        | 55,9       | 8585                   | Борггольцгаузен        |
| 2  | Вертер                 | 35,3       | 11399                  | Вертер                 |
| 3  | Галле                  | 69,3       | 21137                  | Галле                  |
| 4  | Гарзевінкель           | 100,6      | 24162                  | Гарзевінкель           |
| 5  | Гютерсло               | 112,0      | 96758                  | Гютерсло               |
| 6  | Реда-Віденбрюк         | 86,7       | 47540                  | Реда-Віденбрюк         |
| 7  | Рітберг                | 110,3      | 28885                  | Рітберг                |
| 8  | Ферль                  | 71,4       | 25159                  | Ферль                  |
| 9  | Ферсмольд              | 85,4       | 20943                  | Ферсмольд              |
| 10 | Шлос-Гольте-Штукенброк | 67,5       | 26150                  | Шлос-Гольте-Штукенброк |

| Німеччина | Це незавершена стаття з географії Німеччини. Ви можете допомогти проєкту, виправивши або дописавши її. |

1. ↑  https://www.landesdatenbank.nrw.de/ldbnrw/online;jsessionid=FBC481AAC50656B8CA9E933111BC242A.ldb2?sequenz=tabelleErgebnis&selectionname=12411-31iz
2. ↑  https://www.destatis.de/DE/Themen/Laender-Regionen/Regionales/Gemeindeverzeichnis/Administrativ/04-kreise.html